# Thierno Aliou Diallo
Pour les articles homonymes, voir Diallo.
Thierno Aliou Diallo est un député et homme politique guinéen.
Député uninominal de la circonscription de Labé de mars 2020 au 5 septembre 2021.

## Biographie
Député uninominal de la commune de Labé, de 2020 en 2021 de la dernière législature de mars 2020. Il est le 2ème vice-président de la commission éducation de la 9eme législative de la république de Guinée, sous la présidence Alpha Condé.